# Xingren
Xingren (兴仁市,  Xīngrén Shì) ist eine chinesische kreisfreie Stadt des Autonomen Bezirks Qianxinan der Bouyei und Miao im Südwesten der Provinz Guizhou. Er hat eine Fläche von 1.783 km² und zählt 423.400 Einwohner (Stand: Ende 2018).
Die Gräber von Jiaole (Jiaole muqun 交乐墓群) aus der Zeit der Han-Dynastie stehen seit 2006 auf der Liste der Denkmäler der Volksrepublik China (6-280).

## Administrative Gliederung
Auf Gemeindeebene setzt sich der Kreis aus vier Straßenvierteln, acht Großgemeinden und sechs Gemeinden zusammen. 